# Joey Tribbiani
Joseph Francis Tribbiani, dit Joey Tribbiani est un personnage interprété par Matt LeBlanc (Voix françaises : Mark Lesser et Olivier Jankovic) dans la série américaine Friends ainsi que dans son spin-off Joey.
Dans les traductions espagnoles et italiennes, son patronyme est Triviani.
Acteur de seconde zone et colocataire de Chandler Bing, son meilleur ami, durant les six premières saisons de Friends, Joey est le dragueur de la bande. Son autre meilleur ami est Ross Geller. C'est aussi le moins intelligent et le moins cultivé des six compères, ce qui ne l'empêche pas d'avoir à son actif de nombreuses partenaires féminines, plus attirées par son physique que par son esprit. Il est fier de ses origines italiennes et on lui doit l'expression Va fa Napoli. Il a sept sœurs : Gina, Cookie, Mary-Therese, Mary-Angela, Tina, Véronica et Dina. Gina habite à Los Angeles et il la rejoindra dans la série Joey.
Joey est un personnage sincère, naïf et d'une amitié indéfectible. Il n'est pas moins attachant et parvient à montrer qu'il est capable d'éprouver des sentiments amoureux, lorsqu'il tombe amoureux de Rachel, sa meilleure amie. Malgré son succès auprès des femmes, il est le seul des six personnages principaux de Friends qui n'ait pas encore trouvé l'âme sœur à la fin de la dernière saison.

## Sa profession
Joey est acteur de profession mais très peu talentueux, il peine à trouver des rôles (il échoue même à être la doublure des fesses d'Al Pacino). Sa plus grande réussite professionnelle consiste à incarner le docteur Drake Ramoray dans le soap opera Les jours de notre vie (le titre original de la série est en réalité Days of our lives qui a été diffusée en France sous le nom Des jours et des vies). Ce rôle lui procure un important salaire, et le pousse à quitter sa colocation en 1996 avec Chandler pour un plus grand appartement. Il se fait renvoyer une première fois en 1996 parce qu'il a dit lors d'une interview qu'il réécrivait ses dialogues lui-même, ce qui a énervé le scénariste en titre, qui a donc fait mourir son personnage. Il revient ensuite en 2000, incarnant l'esprit d'une femme très méchante dans le corps de Drake. Il a aussi été vendeur de parfum pour hommes, il a fait des publicités pour du baume pour les lèvres et pour un bec verseur. De plus, il a posé pour des affiches sur des maladies vénériennes, il a incarné un détective nommé Mac, il a aussi tourné dans un film pornographique en tant que figurant/réparateur de photocopieuse et il a enseigné l'art de jouer dans un soap opera dans un cours du soir.  
Il a aussi été, pendant un court moment durant l'année 2000, serveur dans le Central Perk, mais son salaire est rapidement devenu négatif, étant donné qu'il offrait les consommations de toutes les femmes qu'il trouvait à son goût, allant jusqu'à en offrir vingt par jour. Après avoir été renvoyé et réintégré peu après, il finit par démissionner.
Il a également été guide au musée ou travaille Ross.

## Vie amoureuse
Joey est un dragueur qui n'a de relations avec les femmes que pour un soir. Cependant, parfois, il tombe vraiment amoureux, par exemple de sa partenaire de théâtre ou bien de Rachel. Néanmoins, chacune de ces femmes lui est tout d'abord inaccessible, puis accessible pour un moment très court. Par exemple, sa partenaire de théâtre est non seulement avec le scénariste mais elle est aussi dégoutée par lui et elle se moque de lui. Ensuite, la pièce de théâtre déraille quelque peu et, pour tenter d'enrichir la pièce, ils font quelques suggestions entre eux deux. La scène dont ils parlent est en fait une scène où Victor, le personnage de Joey, doit tenter de retenir sa petite amie qui veut s'en aller. Le scénario prévoit un simple baiser, mais tandis qu'ils en parlent, cela évolue et nous retrouvons Joey et la demoiselle dans un lit. Le lendemain, l'insouciante préfère tout oublier et ne plus jamais en parler. S'ensuivent des discussions etc. etc., une rupture avec le scénariste et ils se retrouvent ensemble, mais on propose à la jeune femme un emploi bien plus intéressant. Alors elle privilégie son emploi plutôt que Joey et part sans même un adieu.
Il tombe amoureux de sa colocataire Janine, qui s'installe après le départ de Chandler chez Monica. Mais la mésentente de Janine avec ses amis, et particulièrement Chandler et Monica, aura raison de leur relation.
Puis il est amoureux de Rachel au moment où elle porte le bébé de Ross, ce qui coince Joey dans une situation délicate car c'est un peu un choix qu'il doit faire entre Rachel et Ross. Il en parle avec Ross et, même s'il subsiste une petite tension, Joey obtient "l'autorisation" de sortir avec Rachel, mais c'était sans compter l'avis de Rachel, qui elle n'éprouve rien pour Joey. À l'occasion d'un voyage à la Barbade, Rachel lui avoue ses sentiments et ils sortiront ensemble. 
On voit donc que les relations sérieuses de Joey sont toujours compliquées. Par ailleurs, plusieurs épisodes tournent autour des partenaires d'un soir de Joey, parfois délirantes.
Dans la série dérivée "Joey", il commence à avoir des sentiments pour Alex Garrett sa voisine. Celle-ci étant très différente de ses partenaires précédentes.

## Série dérivée
Après la fin de la 10e et dernière saison de Friends, Joey Tribbiani est le personnage principal d'une nouvelle série dérivée (spin-off) : Joey, dont la première a eu lieu le 9 septembre 2004 sur NBC.
Cependant, après une saison 1 complète, la série s'arrêtera par manque d'audience à la saison 2, alors qu'il ne restait seulement que 8 épisodes pour la compléter. Ceux-ci ne seront jamais diffusés sur la NBC.